# Darko Radovanović
Darko Radovanović (srbska cirilica Дарко Радовановић), srbski pevec, * 21. september 1975, Novi Sad, † 11. junij 2011, Ostružnica, Beograd.
Rojen je v Novem Sadu, od koder se je po dveh mesecih njegova družina preselila v Žepče v Bosni in Hercegovini in zatem v bližino Obrenovca. V drugem razredu osnovne šole je zmagal na republiškem tekmovanju šolskih pevskih zborov kot najboljši solist. V srednji šoli je ustanovil rockovsko skupino Nebeski jahači. Leta 1999 je postal član skupine Cvaka cvak (kasnejši Megamix Band) in v njej sodeloval pet let. S pesmijo »Stidim se« je nastopil na Beoviziji (srbskem nacionalnem izboru za Pesem Evrovizije) 2003. Leta 2005 je izdal prvi samostojni album, ki sta mu sledila še dva leta 2007 in 2010. Njegova največja uspešnica je bil duet z Ivano Selakov »Ako je do mene«.
Umrl je 11. junija 2011 v večernih urah v čelnem trčenju na beograjski obvoznici. Radovanović in njegov menedžer Aleksandar Milošević, ki je upravljal z vozilom, sta bila mrtva na kraju nesreče. Pokopan je v Sremski Mitrovici.

## Albumi
- Darko Radovanović (2005)
- Dosije (2007)
- Dukat (2010)